# پوداول
پوداول (به اسپانیایی: Pudahuel) یک شهرستان در شیلی است که در استان سانتیاگو واقع شده‌است. پوداول ۱۹۷٫۴ کیلومتر مربع مساحت و ۲۳۰٬۶۵۸ نفر جمعیت دارد.

## خواهرخوانده
شهر روبی (اسپانیا) خواهرخواندهٔ پوداول هست.